# Friedrich Voß
Friedrich Voß (Calvörde, 1872. július 7. – Kiel, 1953. március 3.) német építőmérnök. A Braunschweigi Technológiai Egyetemen végzett. A kieli csatorna felett több hidat is ő tervezett.